# JD McCrary
JD McCrary, pseudonimo di Jaydon McCrary (Los Angeles, 18 luglio 2007), è un cantante, ballerino e attore statunitense, conosciuto soprattutto per aver prestato la voce a Simba nel film Disney Il re leone.

## Carriera
McCrary inizia a recitare nel 2015 all'età di 8 anni nella serie televisiva K.C. Agente Segreto, dove è apparso in due episodi. Nel 2017, appare nelle serie televisive I'm Dying Up Here - Chi è di scena?, Teachers e in The Paynes. Nel 2019 ha recitato nel film La piccola boss e ha prestato la voce a Simba nel film Disney film Il re leone. Nel 2019 ha interpretato Michael Jackson da giovane nella serie televisiva di BET, American Soul.

### Carriera musicale
Nel dicembre 2016 incide la canzone Terrified con Childish Gambino. Ha inoltre partecipato ai programmi televisivi Little Big Shots, cantando le canzoni dei The Jackson 5, I Want You Back, e The Ellen Show cantando Who's Lovin' You, e ai Grammy Awards 2018 con Childish Gambino cantando il singolo Terrified.
Nel dicembre 2017 ha interpretato l'Inno nazionale durante una partita dei Los Angeles Clippers. Il 14 gennaio ha pubblicato il suo primo singolo intitolato Inviting All of You. Il 13 agosto 2018 ha firmato un contratto con la Hollywood Records, pubblicando il video musicale del secondo singolo My Name il 28 agosto. Il 24 gennaio 2019 ha pubblicato il terzo singolo intitolato Keep in Touch. Il 19 aprile 2019 ha pubblicato il suo primo EP, Shine.

## Stile musicale
Durante un'intervista rilasciata alla rivista Vibe ha citato Michael Jackson come la sua più grande influenza musicale, seguito da Stevie Wonder, Bruno Mars, Justin Bieber, e Chris Brown.

## Discografia

### EP
- 2019 - Shine

### Singoli
- 2018 - Inviting All of You
- 2018 - My Name
- 2019 - Keep in Touch

### Apparizioni
- 2016 - Terrified (con Childish Gambino
- 2018 - Cautionary Tales (con Jon Bellion)
- 2018 - This Neverland (con G Tom Mac)

## Filmografia

### Cinema
- La piccola boss (The Little), regia di Tina Gordon Chism (2019)
- Il re leone (The Lion King), regia di Jon Favreau (2019) - Simba
- 13 (13: The Musical), regia di Tamra Davis (2022)

### Televisione
- Blunt Talk - serie TV, 1 episodio (2015)
- K.C. Agente Segreto - serie TV, 2 episodi (2015-2016)
- Teachers - serie TV, 1 episodio (2017)
- Little Big Shots - serie TV, 1 episodio (2017)
- I'm Dying Up Here - Chi è di scena? - serie TV, 1 episodio (2017)
- Tyler Perry’s The Paynes - serie TV (2018-in corso)
- American Soul - serie TV, 1 episodio (2019)

## Doppiatori italiani
- Diego Follega in K.C. Agente Segreto